# Ilse Salas
Ilse Salas (Ciutat de Mèxic, Mèxic; 26 d'agost de 1981) és una actriu mexicana. Ha incursionado tant en teatre, com a cinema i televisió. Les seves participacions més destacades han estat en produccions com Cantinflas el 2014, Güeros el 2015 i 100 días para enamorarnos el 2020.

## Estudis
Al seu retorn a Mèxic després d'un viatge a Europa, Ilse Salas va intentar ingressar a la Escuela Nacional de Arte Teatral però no va poder participar en el concurs de selecció a aquesta institució. En 2001 és admesa al Foro Teatro Contemporáneo després de fer una audició. Els seus estudis van ser dirigits per Ludwik Margules, qui va intentar convèncer-la de continuar amb la seva formació a Alemanya, perquè ella parla alemany, però aquest projecte no va ser concretat. Se gradúa en 2005.

## Trajectòria en la televisió
Encara que la seva carrera hagi estat enfocada en el teatre, és contractada en 2006 pel Canal Once com a conductora d'un dels programes de la barra infantil Once Niños. Renúncia en 2009 per a tornar a realitzar teatre i buscar nous projectes.
En aquest moment no va tenir ofertes d'actuació, però va ser anomenada per a realitzar un comercial com a part de la campanya Viu sense drogues, pel qual és guardonada amb el premi Pantalla de Cristal. Aquesta participació crida l'atenció del director Francisco Franco qui la crida per a participar en la sèrie de Televisa, Locas de amor el 2009 amb el paper de Sofía Arroyo.
El 2014 interpreta a una agent a la sèrie de HBO El Señor Ávila al costat de Tony Dalton. A mitjan 2015 és convocada pel productor de televisió Roberto Gómez Fernández per a participar en la sèrie de Televisa, El hotel de los secretos, que va començar transmissions el 25 de gener del 2016 als Estats Units a través de la cadena Univision, i a Mèxic començarà a transmetre's el mes de febrer del 2016 a través del Canal de las Estrellas.

## Trajectòria al cinema
Després d'obtenir bones crítiques per la seva participació en Locas de amor va obtenir algunes ofertes de treball les quals va rebutjar i va decidir viatjar a República Txeca. Aquí és contactada pel seu representant perquè audicionara per a la pel·lícula Hidalgo: La historia jamás contada. En obtenir el paper de María Vicenta, torna a Mèxic a rodar la pel·lícula, la qual és estrenada en 2010, marcant el seu debut al cinema.
Una altra de les seves participacions destacades al cinema mexicà va ser en la cinta Cantinflas, on interpreta a l'esposa del comediant, Valentina Ivanova. Per a interpretar aquest personatge, segons les seves pròpies declaracions, va investigar el que va poder sobre Ivanova, però no va trobar molta informació d'ella, contràriament al que se sabia de l'actor, per la qual cosa es va reconstruir la relació que existia entre Mario Moreno i la seva esposa.
El 2015 s'estrena Güeros, un altre dels projectes on Salas va participar, obtenint un gran reconeixement pel seu paper com Ana. Malgrat ser una pel·lícula amb poc pressupost i tenir problemes per a la seva estrena i la seva distribució, la pel·lícula va obtenir diverses nominacions a premis, incloent la nominació al Ariel com a millor actuació femenina.

## Activisme
Ilse Salas al costat d'altres actors, al moviment "El grito más fuerte", un col·lectiu ciutadà format principalment per personatges immersos en els àmbits culturals i artístics de Mèxic que treballar per a buscar solucions a les problemàtiques socials del país.

## Filmografia

### Televisió
| Any       | Títol                              | Rol                           | Notes                                       |
| --------- | ---------------------------------- | ----------------------------- | ------------------------------------------- |
| 2010      | Mujeres asesinas                   | Claudine                      | Repartiment principal temporada 3 capítol 2 |
| 2010      | Locas de amor                      | Sofía Arroyo                  | Protagonista                                |
| 2010-2011 | XY: La revista                     | Enriqueta Ruíz Palacios       | Repartiment recurrent, 12 episodis          |
| 2012      | Capadocia                          | Eugenia Lazcano               | Invitada especial, 11 episodis              |
| 2014      | Dos Lunas                          | Renée Fábregas                | Repartiment principal, 13 episodis          |
| 2014-2016 | Sr. Ávila                          | Érika Duarte                  | Repartiment principal, 16 episodis          |
| 2016      | El hotel de los secretos           | Belén García Aguado           | Antagonista principal                       |
| 2016      | Oficina de infiltrados             | Toufek Boumaza                | 1 episodi                                   |
| 2017      | Maldita Tentación                  | Bibiana                       | Repartiment principal, 45 episodis          |
| 2017      | Las 13 esposas de Wilson Fernández | Paulina                       |                                             |
| 2018      | Run Coyote Run                     | Lucía                         | 1 episodi                                   |
| 2019      | Historia de un crimen: Colosio     | Diana Laura Riojas de Colosio | Repartiment principal, 8 episodis           |
| 2020-2021 | 100 días para enamorarnos          | Constanza Franco              | Protagonista                                |

### Cinema
| Any  | pel·lícula                         | Rol               | Director                  | Notes |
| ---- | ---------------------------------- | ----------------- | ------------------------- | ----- |
| 2010 | Hidalgo: La historia jamás contada | María Vicenta     | Antonio Serrano Argüelles |       |
| 2012 | Restos                             | Elena             | Alfonso Pineda Ulloa      |       |
| 2013 | Tercera llamada                    | Shayla            | Francisco Franco Alba     |       |
| 2014 | Güeros                             | Ana               | Alonso Ruizpalacios       |       |
| 2014 | Cantinflas                         | Valentina Ivanova | Sebastián del Amo         |       |
| 2015 | Capgras                            | Laura             | Ruth Cherem Daniel        | Veu   |
| 2015 | Sabrás qué hacer conmigo           | Isabel            | Katina Medina Mora        |       |
| 2016 | Me estás matando, Susana           | Andrea            | Roberto Sneider           |       |
| 2016 | Que pena tu vida                   | Sofía Coccolo     | Luis Eduardo Reyes        |       |
| 2018 | Museo                              | Silvia            | Alonso Ruizpalacios       |       |
| 2018 | Las niñas bien                     | Sofía             | Alejandra Márquez Abella  |       |
| 2019 | Amores Modernos                    | Rocío             | Matías Meyer              |       |
| 2020 | Plaza Catedral                     |                   | Abner Benaim              |       |